# За стіною
«За стіно́ю» (інші назви: «Мова стін», «Хто вона?», «Невдалий роман») — український радянський втрачений художній фільм-драма 1928 року, знятий режисером Амвросієм Бучмою на Одеській кіностудії (ВУФКУ).

## Історія
Фільм знятий за однойменним твором російського письменника Г. Данилевського. 
Прем’єра стрічки відбулася 11 травня 1928 року в Києві, 04 травня 1929 в Москві.
Фільм не зберігся.

## Актори
- Амвросій Бучма — Януш Торчинський, письменник
- Марія Дюсіметьєр — Марта
- Поліна Скляр-Отава — Клава Слатвінська
- Костянтин Кошевський — суддя, прокурор, слідчий і захисник
- Юрій Чернишов — хлопчик-ліфтер
- Василь Людвинський — хлопчик-ліфтер
- В. Солнцев — денді
- П. Осадчий — денді
- Наталія Чернишова — покоївка в готелі
- Іван Капралов — епізод
- Семен Власенко — епізод

## Знімальна група
- Режисер — Амвросій Бучма
- Сценаристи — Амвросій Бучма, Л. Поволоцький
- Оператор — Олександр Станке
- Художники — Георгій Байзенгерц, Іван Суворов[1].

## Сюжет
Дія відбувається в неназваній зарубіжній країні. Ув'язнений письменник Торчинський перестукується через стіну із мешканцем сусідньої камери. Виявляється це дівчина, у яку Торчинський заочно закохується. Через деякий час дівчину звільняють, а Торчинському вдається втекти… На Рів'єрі він знайомиться з молодою Мартою та її сестрою-акторкою, в яку закохується. Марта через деякий час вмирає, кохання Торчинського з акторкою виявляється коротким – вона зраджує йому. Дізнавшись, що ув'язненою дівчиною, яку він колись любив, була Марта, Торчинський вчиняє самогубство.